# Lujza Mišel
Lujza Mišel (fr. Louise Michel; Gornja Marna, 29. maj 1830 — Marsej, 9. januar 1905) je bila francuska komunarka, učiteljica, medicinska radnica i jedna od osnivačica Ženskog bataljona. Takođe je poznata i kao devica Monmartra.

## Životopis
Lujza Mišel je rođena 29. maja 1830. Osetljiva na nepravdu, kao mlada je otišla u Pariz da bi se borila za revoluciju. U Parizu se koncentrisala na pisanje poezije, predavanje i čitanje. U malo slobodnog vremena pohađala je predavanja iz fizike, hemije i prava.
U julu 1870. uhapšena je zbog pružanja pomoći Strazburu protiv pruske vojske. 27. septembra pušena je, ali je Strazbur baš u to vreme pao u ruke Prusa. Uprkos tome ostala je aktivna i optimistična. Predsedavala je Komitetom ženske budnosti Monmartrta. Njihov cilj je bio da obezbede sklonište i hranu svima onima kojima je to potrebno. U decembru je ponovo uhapšena. Optužena je za organizovanje demonstracija ispred Hotela "de Ville". U svoju odbranu odgovorila je: “Nisam mogla da organizujem nikakve demonstracije da bi se obratila vladi, jer više nisam priznavala tu vladu”.

## Pariska komuna
U januaru 1871. Pariz su osvojili Prusi, a nova vlada sačinjena uglavnom od monarhista, nije uspela da zbaci narodnu gardu i uhapsi republikance pa je pobegla u Versaj. 18. marta 1871. narod izlazi na ulice i preuzima kontrolu nad Parizom. Oni su osnovali nezavisnu “komunu”, u kojoj su ljudi sami, a ne buržoaska vlada, kontrolisali sudbinu grada. Bila je to socijalna revolucija kojom je pokušano da se stvori sloboda i jednakost za sve ljude Pariza. Lujza Mišel, kao i mnogi drugi, potpuno se posvetila revoluciji, boreći se na barikadama. Drage volje je želela da da svoj život za “osvajanje slobode”. U svojim memoarima ona opisuje borbu: “U svojim mislima osećam meku tamu prolećne noći. Maj je 1871. i ja vidim crveni odsjaj plamena. Pariz gori. Ta vatra je zora.” Ranjavana je na predstražama kod Mulina i na tvrđavi Isi.
Nakon pada komune, Mišel se morala predati vlastima koje su pretile da će joj ubiti majku. Naterana je da maršira zajedno sa drugim zatvorenicima koji su bili aktivni u komuni od Versaja do Satorija. Uz put su neke ljude probudili usred noći, primorali ih da sami iskopaju svoje grobove i onda ih pobili. Sve ukupno ubijeno je oko 30.000 muškaraca, žena i dece.

## Suđenje
U sednici od 16. oktobra 1871. godine šesti vojnički sud pod presedništvom pukovnika Delaporta sudio je Lujzi Mišel zbog:
1. Pokušaja zbacivanja vlade
2. Ohrabrivanja građana da se naoružaju
3. Posedovanje i korišćenje oružja i nošenja vojne uniforme
4. Falsifikovanje dokumenata
5. Korišćenje falsifikovanih dokumenata
6. Planiranja pogubljenja talaca
7. Ilegalna hapšenja, mučenja i ubijanja

16. decembra 1871. osuđena je na doživotno izgnanstvo. 1873. otputovala je za Novu Kaledoniju. Tokom tog putovanja upoznala je Natali Lemel (Natalie Lemel), koja je odgovorna za njeno upoznavanje sa anarhizmom. Uslovi su bili teški, jer je vladala nestašica hrane i vode. Nakon pet godina u egzilu dozvoljeno joj je da uči Kanake i decu kolonista. Upoznala je i poštovala Kanake i potpomagala njihovu borbu protiv francuske invazije i rasizma.

## Amnestija
1880. komunari su amnestirani, i Mišel se vraća u zemlju. O ovom periodu držala je predavanja i puno je pisala o efektima štrajka. Pošto su bivši komunari bili bez posla a mnogi gladovali na ulici, Mišel je uložila veliki napor u osnivanje javne kuhinje. 1882. ponovo je uhapšena pod optužbom za vređanje policajca i dve nedelje je provela u zatvoru. Nakon toga držala je predavanja širom Evrope, koja su bila praćena od strane policije, a na povratku je novac koji je prikupila dala štrajkačima iz Lila (Lille).

## Zatvoreništvo
1883. predvodila je velike demonstracije, koje su se završile pljačkanjem tri pekare. Mišel je optužena kao jedna od vođa i inicijatora “pljackaške bande”. Posle tri nedelje skrivanja, predala se i osuđena je na šest godina samnice i deset godina policijskog nadzora. U memoarima ovako opisuje taj događaj: “Nije to pitanje mrvica hleba. Ovde se radi o žetvi celog jednog sveta, žetvi neophodnoj za celu budućnost ljudske rase, bez eksploatatora i bez eksploatisanih”. Tokom odsluženja kazne dozvoljeno joj je da na samrti bude sa majkom. Smrt majke bio je težak udarac za nju. Sledećeg januara je pomilovana.

## Poslednji dani
Dve godine kasnije, dok je držala govor pogođena je iz pištolja iza levog uha. Kada je njenom atentatoru suđeno, ona ga je branila tvrdivši da je “bio zaveden zlim društvom”. Tokom poslednjih godina svog života intenzivno je držala predavanja širom Francuske promovišući anarhizam. Umrla je u Mareju (Mareilles) 9. januara 1905. a iza sebe je ostavila veliki broj knjiga i publikacija.

## Spoljašnje veze
- Радови Лујзе Мишел, Анархистичка библиотека
- Izvorni tekst na Kontrapunktu (jezik: srpski)
- Beleške sa suđenja Lujzi Mišel (jezik: srpski)
- Lujza Mišel u anarhističkom arhivu (jezik: engleski)